# Helvi Leiviskä
Helvi Lemmikki Leiviskä (Helsinki, le 25 mai 1902 — Helsinki, le 12 août 1982) est une compositrice finlandaise, écrivaine, professeure de musique et bibliothécaire à l'Académie Sibelius. 

## Biographie
Helvi Leiviskä est née à Helsinki, Finlande, et en 1927 elle obtient son diplôme pour la composition auprès de l'Institut de  Musique d'Helsinki  (Académie Sibelius) où elle a étudié avec Erkki Melartin. Elle a continué ses études à Vienne, puis est retournée en Finlande où elle a étudié avec Leevi Madetoja. Elle a commencé à composer en 1935 et a aussi travaillé comme professeur de musique. En 1933 elle a obtenu un poste de bibliothécaire à l'Académie Sibelius. 
Après la Seconde Guerre mondiale, Leiviskä a approfondi ses études avec Leo Funtek et a aussi écrit des articles pour des journaux tels que Ilta Sanomat. Elle est morte à Helsinki le 12 août 1982,.

## Œuvres
- Quatuor avec piano en la majeur, opus 1, 1925-1926, rév. 1935
- Trio avec piano, 1925
- Concerto pour piano, 1935
- Triple Fugue pour orchestre, 1938
- Sonatine en fa majeur, 1939
- Symphonie nº 1, 1947
- Symphonie nº 2, 1954
- Symphonie nº 3, opus 31, 1971
- Sinfonia Brevis, 1962
- Folk Dance Suite (Kansantanssisarja), 1934
- Hobgoblin of Darkness (Pimeän peikko), 1942
- The Lost Continent (Mennyt manner) pour chœur et orchestre, 1957
- Juha (musique de film), 1937
- Sonate pour violon, 1945

## Distinctions
- Médaille Pro Finlandia, en 1962

## Discographie
- Helvi Leiviskä : Violin Sonata - Piano Quartet - Symphony No. 3. Finlandia Classics FINCLA-1 (2012).
- Helvi Leiviskä : Sinfonia Brevis, Suite no 2, Symphony no 2. Dalia Stasevska. Lahti Symphony Orchestra BIS 2701.